# Ultra Bra

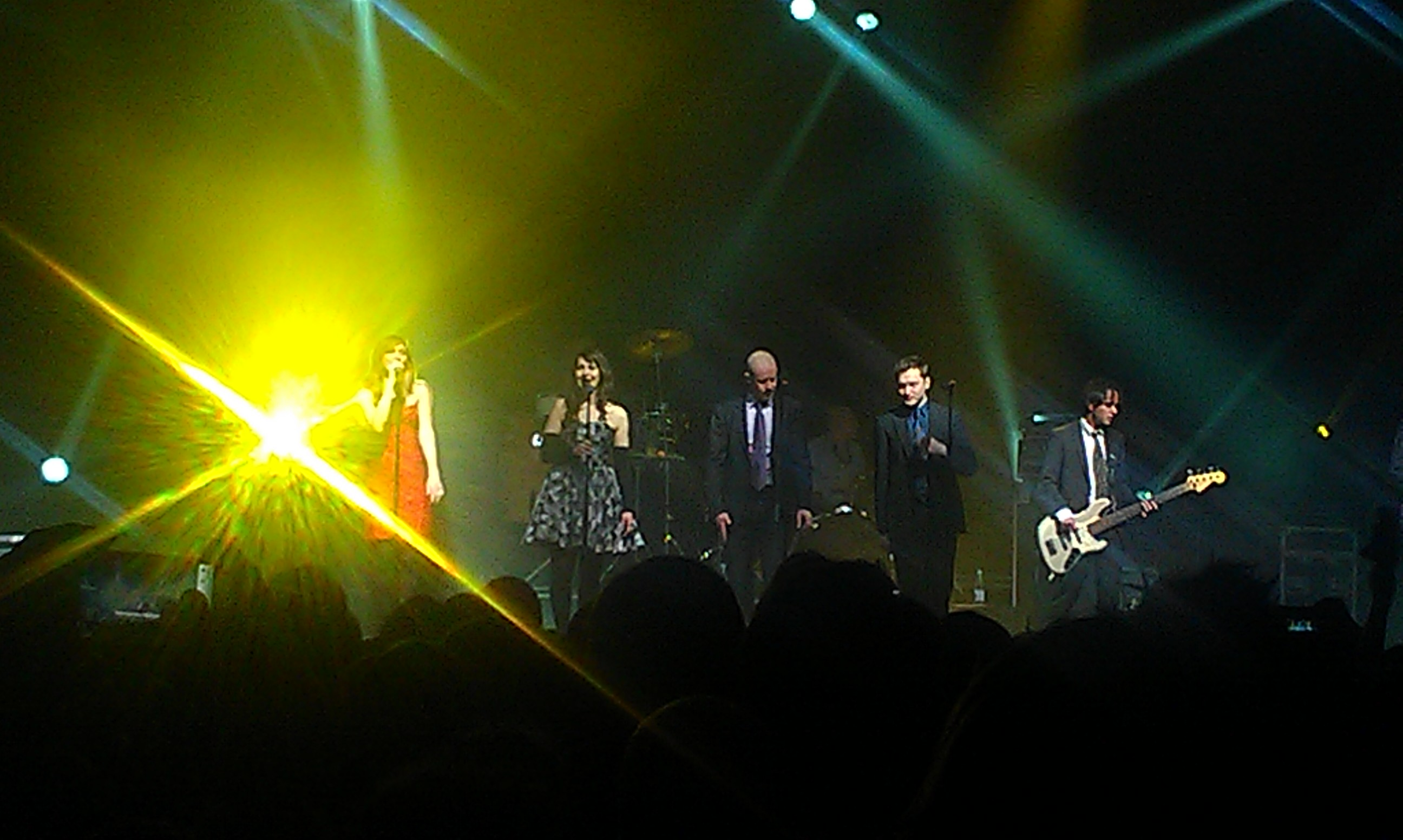
Concert de retour pour soutenir Pekka Haavisto à la présidence de la Finlande. À Helsinki, Finlande (vanha jäähalli) le 30.1.2012

Ultra Bra est un groupe finlandais fondé par Olli Virtaperko et Kerkko Koskinen en 1994. Le groupe s'est dissous en 2001 après des années de succès. Pendant sept ans, ils étaient un des groupes les plus populaires en Finlande. Ultra Bra a chanté seulement en finnois et n'a pas cherché à gagner de succès à l'étranger.
Ils ont écrit leur première chanson à l'occasion d'une compétition de chansons politiques.
Ils ont reçu quatre disques de platine et un disque d'or. La parolière Anni Sinnemäki est actuellement ministre du travail et présidente de la Ligue verte.

## Histoire du groupe
En 1994, Olli Virtaperko a décidé de participer à une compétition de chansons à thème politique avec son ami Kerkko Koskinen. Koskinen écrit de nombreuses lettres et ils recrutent plusieurs amis. La chanson avec laquelle ils gagnent est Ampukaa komissaarit, nuo hullut koirat ("Tirez sur les commissaires, ces chiens fous"). (Les commissaires concernés sont ceux de la Commission européenne, que la Finlande a rejoint en 1995).
Au cours de l'année suivante, ils enregistrent leur premier single, Houkutusten kiihottava maku. C'est alors qu'ils décident le nom du groupe: Ultra Bra. Tout au long de cette année, il y a plusieurs changements des membres du groupe. Le nombre maximum de musiciens qui ont atteint Ultra Bra était de 12. Anni Sinnemäki, la femme de Koskinen à l'époque, a émergé de cette année comme la parolière principale.
En automne 1996 sort le premier album, Vapaaherran elämää. Au cours de cette année l'ensemble donne des concerts à travers le pays et sa popularité est croissante. L'année suivante, en 1997, il publie son deuxième album, Kroketti, qui consolide leur réputation en Finlande. Ce deuxième album fait un nombre significatif de ventes et contient entre autres les titres de succès Minä suojelen sinua kaikelta ("Je te protégerai de tout") et Sinä lähdit pois ("Tu es parti"). En 1998, Ultra Bra se présentait pour représenter la Finlande dans le concours de l'Eurovision, mais n'a pas gagné. Toutefois, la chanson Tyttöjen välisestä ystävyydestä ("De l'amitié entre des filles") fut un succès.
Le troisième album studio, Kalifornia, a été publié au printemps 1999. Un an plus tard, ils essaient d'être élus comme représentants pour l'Eurovision, mais ne sont pas choisis. Le dernier album, Vesireittejä, publié fin 2000 est un succès retentissant. Ce quatrième album devient disque d'or dès sa première semaine de sortie. L'été précédent, le groupe avait décidé de continuer uniquement pour une seule année.
Enfin, en octobre 2001, Ultra Bra fait une compilation: Sinä päivänä kun synnyin et dit adieu à son public.
Durant l'été 2017, Ultra Bra a participé à quelques festivals et devant la popularité de ces prestations, le groupe a décidé d'offrir trois concerts ultimes du 15 au 17 décembre 2017, à Helsinki (Hartwall Arena).

## Membres
- Kerkko Koskinen - piano, le compositeur
- Vuokko Hovatta - chant
- Terhi Kokkonen - chant
- Arto Talme - chant
- Olli Virtaperko - chant
- Antti Lehtinen - batterie
- Joel Melasniemi - guitare
- Marko Portin - saxophone
- Tommi Saarikivi - contrebasse
- Jan Pethman - percussions
- Kari Pelttari - trompette
- Ilmari Pohjola - trombone
- Anna Tulusto - chant (jusqu'à l'été 1998)

## Discographie
- Vapaaherran elämää(1996) («La vie du freiherr")
- Kroketti (1997) ("Croquet")
- Kalifornia (1999) ("Californie")
- Vesireittejä(2000) ("les voies d'eau)
- Sinä päivänä kun synnyin (2001) («Le jour où je suis né»)

## Liens
Traduction en français des paroles de toutes les chansons d'Ultra Bra
Un article français sur le groupe
- (es) Cet article est partiellement ou en totalité issu de l’article de Wikipédia en espagnol intitulé « Ultra Bra » (voir la liste des auteurs).